# Саркола, Сампо
Сампо Саркола (фин. Sampo Sarkola; род. 31 января 1978, Хельсинки, Финляндия) — финский актёр театра, кино и телевидения. Лауреат премии «Юсси» за лучшую мужскую роль второго плана.

## Биография
Родился 31 января 1978 года в Хельсинки. Отец — известный финский актёр и режиссёр Аско Саркола.
Окончил Хельсинкскую театральную академию. С 2004 по 2016 год выступал в столичном театре Lilla Teatern, где играл в пьесах на шведском языке.
В 2020 году снялся в триллер-сериале «Механизмы».

## Фильмография
| Год       |   | Русское название           | Оригинальное название          | Роль           |
| --------- | - | -------------------------- | ------------------------------ | -------------- |
| 2010      | ф | Служитель зла              | Harjunpää & pahan pappi        | Йоханнес Хейно |
| 2013      | ф | Ученик                     | Lärjungen                      | лектор Аяндер  |
| 2014      | ф | Летняя пора                | Kesäkaverit                    | Томми          |
| 2015      | ф | Девушка-король             | The Girl King                  | студент-теолог |
| 2016—2019 | с | Сорйонен                   | Sorjonen                       | Лассе Маасало  |
| 2017      | ф | Вечный путь                | Ikitie                         | Макс Странг    |
| 2018      | с | Пули                       | Bullets                        | Кари Кавен     |
| 2020      | с | Механизмы                  | Maskineriet                    | Николай Штром  |
| 2021      | ф | Вински и порошок-невидимка | Vinski ja näkymättömyyspulveri | тележурналист  |
| 2022      | с | Сделано в Финляндии        | Made in Finland                | Йорма Оллила   |
| 2023      | ф | Очень странные каникулы    | Räkä ja Roiskis                | грабитель      |